# Kopernicja

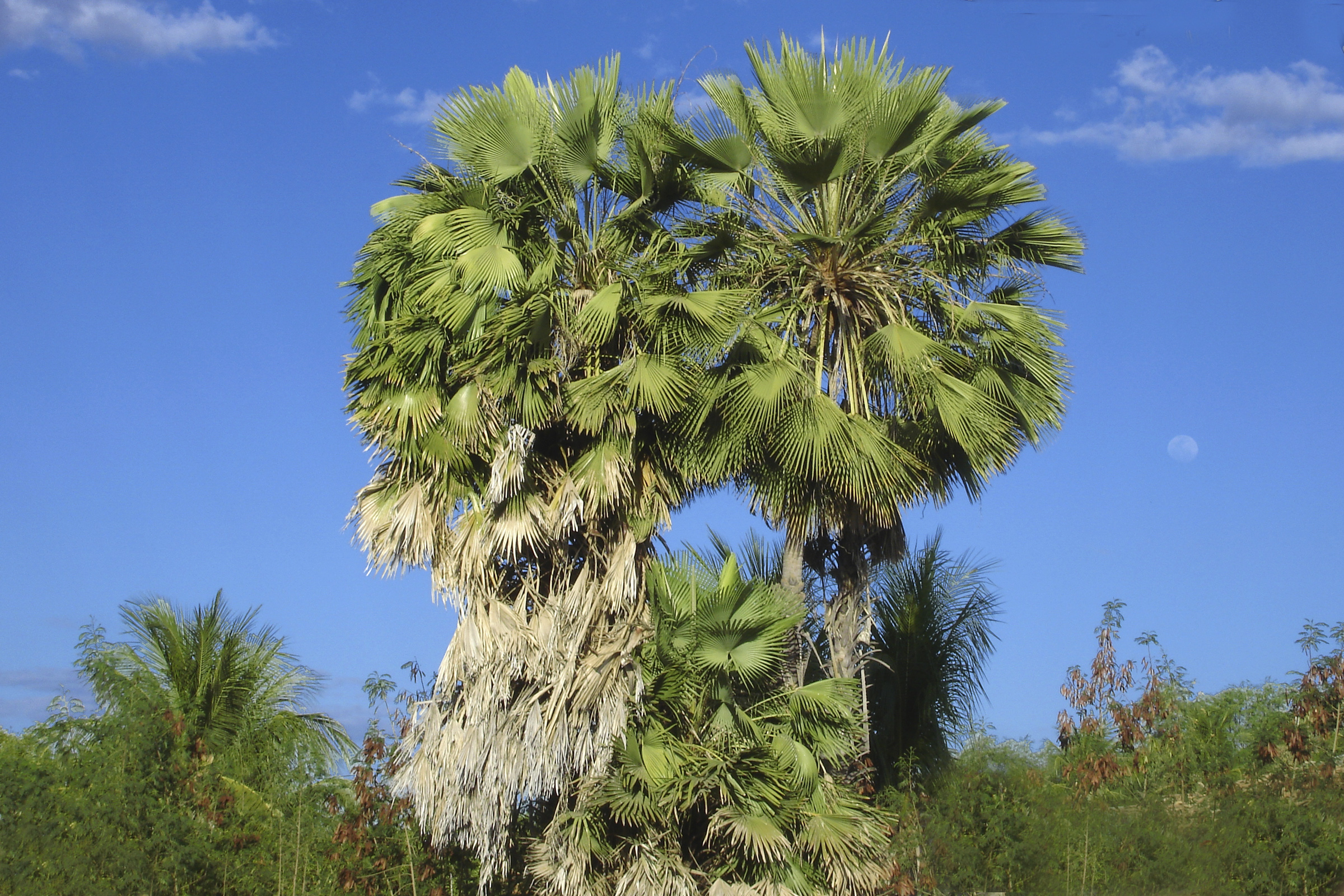
Copernicia prunifera

Kopernicja (Copernicia Mart. ex Endl.) – rodzaj roślin należący do rodziny arekowatych (Arecaceae). Obejmuje 22–25 gatunków. Występują one głównie na Kubie, tylko dwa gatunki rosną na wyspie Haiti i trzy na sawannach Ameryki Południowej.
Palmy te dostarczają jadalnych owoców i niektóre gatunki uprawiane są jako ozdobne. Podstawowe znaczenie użytkowe ma kopernicja woskodajna C. prunifera, rosnąca głównie w północno-wschodniej Brazylii, dostarczająca wosku karnauba. W podobnym celu na mniejszą skalę użytkuje się inne gatunki, zwłaszcza C. alba.
Nazwa rodzajowa nadana została na cześć Mikołaja Kopernika.

## Morfologia
PokrójWiecznie zielone rośliny o kłodzinach często pokrytych starymi liśćmi lub ich pochwami.
LiścieDuże i zazwyczaj bardzo sztywne, często wyrastają na kolczastych ogonkach liściowych.
KwiatyDrobne, zebrane w bardzo rozgałęzione kwiatostany, które za młodu otoczone są zachodzącymi na siebie przysadkami.

## Systematyka
Rodzaj z rodziny arekowatych (Arecaceae) należącej do rzędu arekowce (Arecales). W obrębie rodziny zaliczany do podrodziny Coryphoideae, plemienia Corypheae i podplemienia Livistoninae.
Wykaz gatunków
- Copernicia alba Morong
- Copernicia baileyana León
- Copernicia berteroana Becc.
- Copernicia brittonorum León
- Copernicia × burretiana León
- Copernicia cowellii Britton & P.Wilson
- Copernicia curbeloi León
- Copernicia curtissii Becc.
- Copernicia ekmanii Burret
- Copernicia fallaensis León
- Copernicia gigas Ekman ex Burret
- Copernicia glabrescens H.Wendl. ex Becc.
- Copernicia hospita Mart.
- Copernicia humicola León
- Copernicia longiglossa León
- Copernicia macroglossa H.Wendl. ex Becc. – kopernicja wielkojęzyczkowa
- Copernicia molineti León
- Copernicia × occidentalis León
- Copernicia oxycalyx Burret
- Copernicia prunifera (Mill.) H.E.Moore – kopernicja woskodajna[5]
- Copernicia rigida Britton & P.Wilson
- Copernicia roigii León
- Copernicia × shaferi Dahlgren & Glassman
- Copernicia × sueroana León
- Copernicia tectorum (Kunth) Mart.
- Copernicia × textilis León
- Copernicia × vespertilionum León
- Copernicia yarey Burret